# Моравац (Алексинац)
Моравац је насеље у општини Алексинац, у Нишавском округу, у Србији. Према попису из 2022. године било је 1499 становника. Заједно са приградским насељима Житковцем и Прћиловицом чини једну целину креирајући једно од најмногољуднијих алексиначких насеља од око 7000 становника.

## Положај
Моравац је смештен у Алексиначкој котлини са леве стране тока Јужне Мораве. Географски се налази на тромеђи између Крушевца, Ниша и Сокобање, а у непосредној је близини града Алексинца.
Удаљеност од:
- Алексинац: 3,2
- Ниш: 23
- Крушевац: 25
- Сокобања: 32

## Историја

### Праисторија
Бројни археолошки налази у атару Моравца показују да је ово поднебље било насељено још у праисторији. Милутин Гарашанин у својој књизи „Праисторија на тлу Србије“ помиње и Моравац: "у атару овог села, на локалитету Коњарник, пронађена је камена секира са отвором за држаљу. Чува се у Завичајном музеју у Алексинцу, а припада Старчевачкој култури". Остаци глинених посуда који потичу из разних периода а најстарији међу њима се везују за старчевачку културу, могу се наћи у великом броју у атару Моравца. Остаци се највише примећују у близини Житковца, у делу где је некада била обала изливене Јужне Мораве, а у непосредној близини Житковачке циглане, где је такође пронађено више урни.
По Тихомиру Ђорђевићу, сва села алексиначке општине са леве стране тока Јужне Мораве била су настањена у праисторији. Међутим, озбиљнија археолошка истраживања никада нису обављена, услед недостатка новца.

### Римски период
Траса Римског војног пута или Via militaris а преко данашње територије општине Алексинац није поуздано позната. Неки од историчара, међу којима је био и Тихомир Ђоревић, су мишљења да је овај пут, који је грађен 33 године и који је повезивао Сингидунум са Константинопољем, пролазио кроз Моравац.
У Моравцу су 1985. године вршена археолошка истраживања, приликом којих је ископано 27 римских гробова која датирају из раног средњег века. Пронађен је бакарни новчић Манојла Комнина, и више наушница са коленцима из 9 -13 века. На основу налаза археолози су констатовали да се ради о средњовековном гробљу.

### Средњи век
Данашње насеље Моравац је све до краја 19. века носило име Мрсољ. У 16. веку постојала су села Горњи и Доњи Мрсољ. Оба се први пут помињу 1516. године у попису који Турци спроводе на територији освојене Србије.
Године 1833. село Моравац као и цела територија данашње општине Алексинац ослобађају се од Турака и улазе у састав Милошеве Србије.
Током српско-турског рата 1876—1878 Делиград је бранио Србију док алексиначки крај постаје највеће поприште битака. Своју прву битку против Турака на тлу Србије, Николај Рајевски је водио управо за село Моравац 1876. године. Главни војсковођа српско руских снага био је генерал Михаил Черњајев. Током жестоке борбе село је неколико пута прелазило из „руке у руку“ да би га на крају Турци заузели и спалили до темеља. Ова битка је била претходница чувеној бици на Шуматовцу и победи српско-руских снага. Током српско турског рата 1876—1878 бележи се већа миграција Мораваца ка северним деловима Србије.

## Економија
Захваљујући плодном Јужном Поморављу Моравац је познат по својим пољопривредним производима, која се углавном пласирају на
пијацама Ниша и Алексинца. Насеље је посебно познато по високом квалитету зелене паприке, која је једна од најбољих у Србији.
Од укупно 527 домаћинства 329 поседују газдинство, а просечна површина земљишта по домаћинству је 3,6 хектара. 14,3% посто Моравчана се бави пољопривредом, док се 8,5% становништва бави искључиво овом делатношћу. 20,3% посто чине лица са приходом.
Године 1885 због изузетних одлика овдашњег земљишта, Влада Краљевине Србије доноси одлуку о изградњи Монопола за прераду сировог дувана. Исте године саграђена је и пруга Београд - Ниш.
Поред пољопривреде заступљена је и трговина на велико и мало као и конфекција.

### Саобраћај и инфраструктура
- Кроз Моравац пролази регионални пут Крушевац - Ниш
- Удаљеност од Главне „Железничке станице Алексинац“ је 200 метара.
- Удаљеност од најближег прикључка на ауто пут Београд - Ниш E-75 је 3,5

У Моравцу саобраћају аутобуси „Ниш Еспреса“, који повезују Ниш са Алексинцем и Алексинац са јастребачким селом Вукањом. Моравац има два аутобуска стајалишта-станице, Моравац-Центар и Моравац-Млин.
- Насеље располаже градским водоводом, дигиталном телефонском централом, кабловском телевизијом и адсл интернетом.

## Култура и образовање
Слава Моравца је Ђурђевдан. Уочи Ђурђевдана, традиционално мештани ноће поред сеоске цркве посвећене Светом Ђорђу, која је смештена на Моравачком брду. Поред Моравчана долазе и мештани околних села који се придружују слављу. Сваке године се бира „домаћин“ или „колачар“ славља.
Културно Уметничко Друштво „Ђурђевдан“ је културно друштво из Моравца које негује српски фолклор и подржава све локалне културне догађаје.
Моравац поседује основну школу "Вук Караџић" као и једну предшколску установу. Основна школа окупља Ђаке до 4 разреда. Школа је саграђена око 1919. године.
Говор Моравчана: Стари говор алексиначког јужног Поморавља се умногоме разликује од данашњег. Језик је еволуирао услед великог броја српског живља са југа Србије који насељава ове крајеве након ослобођења од Турака 1833. године а посебно након Другог светског рата, шездесетих и седамдесетих година. Највећи број миграната долази из предела Сурдулице, Косова и Метохије и Прешева. Како су долазили колективно, Срби са Југа углавном задржавају своје обичаје, али и језик намећући га староседеоцима.
Са друге стране, стари моравачки говор се данас једино може чути код старије популације „домородаца“. Тај говор је потпуно специфичан и јединствен, и доста се разликује од познатог „нишког“ акцента, иако већина лингвиста погрешно Алексинац и Ниш сврставају у „исто говорно подручје“, повезујући их са Торлачким дијалектом

## Спорт
Фудбалски клуб села Моравца је Морава Житковац који је заправо уједињени клуб моравачке Младости и житковачке Мораве.

## Демографија
Према последњем попису становништва одржаног 2011. године, у Моравцу живи 1857 пунолетних становника у 506 домаћинстава од којих се 301-дно бави искључиво пољопривредом.
Према попису из 2002. године У насељу Моравац живело је 1437 пунолетних становника, а просечна старост становништва износила је 40,6 година (39,2 код мушкараца и 42,1 код жена). У насељу је имало 527 домаћинстава, а просечан број чланова по домаћинству био је 3,39.
Ово насеље је скоро у потпуности насељено Србима (према попису из 2002. године).
|  |

| Демографија | Демографија | Демографија |
| Година      | Становника  | Становника  |
| ----------- | ----------- | ----------- |
| 1948.       | 1.504       |             |
| 1953.       | 1.503       |             |
| 1961.       | 1.564       |             |
| 1971.       | 1.582       |             |
| 1981.       | 1.932       |             |
| 1991.       | 1.972       | 1.880       |
| 2002.       | 1.785       | 1.926       |
| 2011.       | 1.857       |             |

| Етнички састав према попису из 2002.‍ | Етнички састав према попису из 2002.‍ | Етнички састав према попису из 2002.‍ | Етнички састав према попису из 2002.‍ | Етнички састав према попису из 2002.‍ |
| ------------------------------------ | ------------------------------------ | ------------------------------------ | ------------------------------------ | ------------------------------------ |
|                                      |                                      |                                      |                                      |                                      |
| Срби                                 | Срби                                 |                                      | 1.758                                | 98,48%                               |
| Роми                                 | Роми                                 |                                      | 13                                   | 0,72%                                |
| Црногорци                            | Црногорци                            |                                      | 2                                    | 0,11%                                |
| Румуни                               | Румуни                               |                                      | 1                                    | 0,05%                                |
| Бугари                               | Бугари                               |                                      | 1                                    | 0,05%                                |
| непознато                            | непознато                            |                                      | 9                                    | 0,50%                                |

| Година пописа     | 1948. | 1953. | 1961. | 1971. | 1981. | 1991. | 2002. |
| ----------------- | ----- | ----- | ----- | ----- | ----- | ----- | ----- |
| Број домаћинстава | 352   | 368   | 391   | 426   | 505   | 532   | 527   |

| Број чланова      | 1  | 2  | 3  | 4   | 5  | 6  | 7  | 8 | 9 | 10 и више | Просек |
| ----------------- | -- | -- | -- | --- | -- | -- | -- | - | - | --------- | ------ |
| Број домаћинстава | 91 | 98 | 90 | 109 | 72 | 44 | 17 | 5 | 1 | 0         | 3,39   |

| Пол    | Укупно | Неожењен/Неудата | Ожењен/Удата | Удовац/Удовица | Разведен/Разведена | Непознато |
| ------ | ------ | ---------------- | ------------ | -------------- | ------------------ | --------- |
| Мушки  | 740    | 208              | 467          | 53             | 12                 | 0         |
| Женски | 760    | 120              | 478          | 144            | 17                 | 1         |
| УКУПНО | 1.500  | 328              | 945          | 197            | 29                 | 1         |

| Пол    | Укупно                    | Пољопривреда, лов и шумарство | Рибарство                            | Вађење руде и камена | Прерађивачка индустрија       |
| ------ | ------------------------- | ----------------------------- | ------------------------------------ | -------------------- | ----------------------------- |
| Мушки  | 340                       | 101                           | 0                                    | 1                    | 66                            |
| Женски | 160                       | 55                            | 0                                    | 0                    | 30                            |
| УКУПНО | 500                       | 156                           | 0                                    | 1                    | 96                            |
| Пол    | Производња и снабдевање   | Грађевинарство                | Трговина                             | Хотели и ресторани   | Саобраћај, складиштење и везе |
| Мушки  | 3                         | 64                            | 19                                   | 4                    | 38                            |
| Женски | 2                         | 1                             | 24                                   | 5                    | 2                             |
| УКУПНО | 5                         | 65                            | 43                                   | 9                    | 40                            |
| Пол    | Финансијско посредовање   | Некретнине                    | Државна управа и одбрана             | Образовање           | Здравствени и социјални рад   |
| Мушки  | 3                         | 1                             | 15                                   | 5                    | 3                             |
| Женски | 2                         | 3                             | 5                                    | 8                    | 19                            |
| УКУПНО | 5                         | 4                             | 20                                   | 13                   | 22                            |
| Пол    | Остале услужне активности | Приватна домаћинства          | Екстериторијалне организације и тела | Непознато            | Непознато                     |
| Мушки  | 3                         | 0                             | 0                                    | 14                   | 14                            |
| Женски | 3                         | 0                             | 0                                    | 1                    | 1                             |
| УКУПНО | 6                         | 0                             | 0                                    | 15                   | 15                            |

## Галерија слика
- Осветљено игралиште
- Стара кућа, моравска архитектура
- Главна улица
- Главна улица
- Споменик борцима из Првог и Другог светског рата
- Горње моравачко поље и планина Лесковик
- Јутро